# (1245) Calvinia
(1245) Calvinia es un asteroide que forma parte del cinturón de asteroides y fue descubierto por Cyril V. Jackson desde el observatorio Union de Johannesburgo, República Sudaficana, el 26 de mayo de 1932.

## Designación y nombre
Calvinia recibió al principio la designación de 1932 KF.
Posteriormente está nombrado por Calvinia, una ciudad de la República Sudafricana.

## Características orbitales
Calvinia está situado a una distancia media de 2,892 ua del Sol, pudiendo alejarse hasta 3,128 ua y acercarse hasta 2,656 ua. Su excentricidad es 0,08153 y la inclinación orbital 2,893°. Emplea 1797 días en completar una órbita alrededor del Sol.